# 匡蘭馨
匡蘭馨（？年—？年），字九畹，山東膠州（今山東省膠州市）人。清朝初年政治人物。

## 生平
明崇禎十五年（1642年）壬午科舉人。清順治六年（1649年）己丑科進士。歷官吏部文選司郎中，條陳銓選之法一百二十事。官至太僕寺少卿。。